# Вооружённый антияпонский фронт Восточной Азии
Вооружённый антияпонский фронт Восточной Азии (яп. 東アジア反日武装戦線 Хигаси Адзиа ханнити бусо: сэнсэн) — японская леворадикальная организация, созданная с целью вооружённой борьбы с японским внутренним (захват Окинавы и территории айнов) и внешним (участие и поддержка репрессивных режимов в Корее, Китае и на Формозе) империализмом.

## История

### Предыстория
Вооружённый антияпонский фронт Восточной Азии ведет от L-Комитета классовой борьбы (яп. Lクラス闘争委員会), основанного Масаси Дайдодзи, студентом-историком, обучавшемся на гуманитарном факультете Университета Хосэй в Токио в 1970 году. Данная организация относилась к «недогматическим радикалам» — японским новым левым, не примыкавшим к коммунистическим или иным группам. На волне общественно-политической ситуации, Дайодзи смог найти в районе сотни сторонников. Однако, в связи с упадком движения Дзэнкиото (Объединенный комитет борьбы всех кампусов), данная организация развалилась, а Масаси Дайодзи позднее бросил учебу на факультете.

### Зарождение
В августе 1970 года, Масаси Дайдодзи и несколько его соратников по «L-Комитету классовой борьбы», сформировали т. н. «Исследовательскую группу». Их целью было изучение и систематизации «преступлений японского империализма». На формирование их идеологии особенно повлияли труды Пак Кен Сика, посвященные изучению принудительной вербовке корейцев. Это сподвигло Дайодзи и сторонников к формирования антияпонской повстанческой организации.
Антияпонисты были заинтересованы тактикой городской герильи и изучали материалы о движениях сопротивления, практиковавших партизанскую войну в городских условиях. В результате анализа тактики предшественников, было принято решение применять самодельные взрывные устройства, эксперименты по созданию которых террористическая группа начала в 1971 году.
Непосредственное начало террористической деятельности случилось 12 декабря 1971 года, когда антияпонистами был осуществлен подрыв в храме Коа Каннон, где планировалось уничтожить одноименную статую, а так же каменный памятник семи захороненным там солдатам и Мемориальный камень жертв Второй японо-китайской войны, которые они рассматривали как символы японского империализма. Каменный памятник семи воинам был разрушен, но в двух оставшихся взрывных устройствах произошло короткое замыкание, что помешало полной реализации плана.
6 апреля 1972 года, произошел теракт в оссуарии храма Содзи-дзи в Иокогаме, куда были перенесены останки 5000 японских подданных, ранее захороненных в Корее. Этот оссуарий вызывал гнев у террористов в связи с тем, что там по их мнению находились «кости оккупантов» Изначально, подрыв объекта был запланирован на 1 марта 1972 года, что должно было вызывать ассоциации с движением 1 марта, однако в связи с тем, что при предварительном осмотре в целях планирования, один из членов группы был обнаружен, операцию пришлось отложить. Это привело к первому расколу: от организации отделилась небольшая группа, желавшая решительных радикальных действий без откладывания. Однако, данная группа сама раскололась и прекратила существование, а костяк основной организации успешно совершил теракт, замаскировав бомбу под огнетушитель на надгробии. Несмотря на оглушительный взрыв и сделанную дыру в земле, оссуарий практически не пострадал
23 октября 1972 года, в честь даты начала восстания Сягусяина, было решено подорвать установленный в честь столетия образования префектуры Хоккайдо памятник Фусэцу-но-Гунзо, изображавший четырех японских колонистов и пожилого айна. Другой целью был Институт северных культур — институт Университета Хоккайдо, занимающийся исследованием культуры айнов. Масаси Дайодзи, родившийся на Хоккайдо, был заинтересован японо-айнскими конфликтами и видел в этих двух целях символы угнетения айнского народа. В назначенный день, террористы разделились на два отряда и каждый из них подорвал назначенный объект в 23:30 по местному времени, при этом памятник был уничтожен, а здание института было повреждено лишь незначительно.

### Пик активности
После этих символических терактов, было принято решение перейти к более радикальным мерам. В декабре 1972 года, было принято решение об официальном создании Восточноазиатского антияпонского вооруженного фронта. Однако, поскольку это название может быть использовано в широком смысле любой антияпонской группой, активисты решили дать каждой ячейке индивидуальное название. Так, Дайодзи назвал свою ячейку "Оками" (яп. 狼), т.е «Волк».
В 1973 году, происходил сбор средств на ведение революционной борьбы, а так же происходила подготовка взрывных устройств. Чтобы донести свои идеи до широкой общественности, был написан манифест под названием «Тикающие часы», включающий в себя в том числе и методику изготовления бомб.
14 августа 1974 года произошла провалившаяся попытка подрыва железнодорожного моста, по которому передвигался поезд императора Хирохито.
В том же месяце, Фронт провёл несколько вооружённых акций против крупных транснациональных корпораций, в том числе взрыв в здании Mitsubishi Heavy Industries 30 августа 1974 г., в результате которого погибло 8 человек и еще 376 получили ранения.
Изначально, полиция считала лидером Фронта японского леворадикала Рю Ота, который, как и ВАФВА придерживался концепции «революции айнов». Вскоре невиновность Ота была доказана, однако установленная слежка за его соратниками по «Обществу восстания» и «Обществу современной мысли», удалось выявить Нодока Сайто и Норио Сасаки — членов Фронта, несмотря на то, что последний пытался изображать ревностного буддиста.
В результате следственных мер, были выявлены и все остальные участники. 19 мая 1975 года были арестованы семь ключевых членов Фронта: Масаси Дайдодзи и его жена Аяко, Сайто, Экида, Сасаки, Масунага и Курокава, а также студентка — медсестра, которая считалась соучастником. Сайто покончил жизнь самоубийством вскоре после ареста, а два члена, избежавшие облавы, Угадзин и Киришима, были объявлены в национальный розыск.

### После разгрома
4 августа 1975 года, после того как Красной армия Японии удалось захватить заложников в консульстве Соединенных Штатов в Куала-Лумпуре, одним из их требованием было освобождение Норио Сасаки. Японское правительство уступила данному требованию, в результате чего Норио Сасаки и боевикам Красной Армии Японии удалось добиться освобождения Аяко Дайдодзи и Юкико Экиды в результате захвата японского самолета, случившегося 28 сентября 1977 года. Эти люди так же как и Сасаки вступили в Красную Армию Японии. В 1979 году, был издан специальный выпуск «Тикающих часов», изданный заключенными боевиками Фронта.
Масаси Дайдодзи и Тосиаки Масунага были приговорены к смертной казни, а Ёсимаса Курокава — к пожизненному заключению с каторжными работами. В июле 1982 года Хисаити Угадзин был арестован и приговорен к 18 годам лишения свободы с каторжными работами. 24 марта 1995 года Юкико Экида была задержана, скрываясь в Румынии по подозрению в подделке частного документа. Она была депортирована, арестована и приговорена к 20 годам лишения свободы с каторжными работами. Она вышла на свободу 23 марта 2017 года. Норио Сасаки и Аяко Дайдодзи все еще находятся в международном розыске. По преступлениям Сатоси Кирисимы истек срок давности.
Масаси Дайдодзи скончался в тюрьме 24 мая 2017 года в результате осложнений миеломы. Масунага, находящийся в камере смертников, продолжает писать книги и эссе на революционные темы.

## Отличительные характеристики
В отличии от других японских «новых левых», в ВАФВА отвергалась «внутренняя борьба», которая проявлялась в виде иногда жестоких сеансов самокритики. Объединенная Красная Армия например, менее чем за год в ходе таких сессий были убиты 14 из 29 его членов, Фронт же разрешал своим членам, скованным семейными обстоятельствами или неспособными выдержать путь борьбы без последствий покинуть организацию. Так, например, сложилось судьба Нахоко Араи — одного из авторов «Тикающих часов», и Ёсими Фудзисавы, участвовавшего в тренировках со взрывчатыми веществами.
В ВАФВА не существовало централизованной системы управления. Лидеры трех ячеек Фронта лишь контактировали друг с другом. Члены Фронта также не прекращали привычный образ жизни для имитации своей «законопослушности» и не занимались публичным активизмом. Члены Фронта использовали на нужды организации личные деньги, не прибегая к грабежам, хотя и рассматривали вариант грабежей.

## Интересные факты
- После разгрома Фронта, от его имени совершалось несколько ложных минирований — чаще всего с целью вымогательства.